# Macrodasys gerlachi
Macrodasys gerlachi is een buikharige uit de familie Macrodasyidae. Het dier komt uit het geslacht Macrodasys. Macrodasys gerlachi werd in 1957 voor het eerst wetenschappelijk beschreven door Papi. 